# Santiago Ángel Saura y Mascaró
Santiago Ángel Saura y Mascaró (Barcelona, 1818-Barcelona, 1882) fue un escritor, naturalista y traductor español.

## Biografía
Nacido en 1818 en Barcelona, terminó en 1866 la carrera de abogado, que no ejerció. Colaboró en el diario El Sol y en otros periódicos de Barcelona, y fue uno de los redactores de la revista La Aveja, editada por la casa Oliveras. Hizo traducciones y arreglos de obras de varios géneros; y en algunos adoptó el seudónimo de «Berenguer de Mongat». En opinión de Antonio Elías de Molins, «era superficial en sus estudios y no dejó ningún trabajo digno de especial mención». Fue individuo de número de la Real Academia de ciencias y artes de Barcelona, presidente de la Sociedad de amigos de la instrucción y socio residente de la Económica barcelonesa de amigos de la instrucción. Falleció el 4 de noviembre de 1882 en Barcelona. Entre sus publicaciones se encontró un Diccionario manual, ó vocabulario completo de las lenguas catalana-castellana.